# Dublin FC
Der Dublin Football Club war ein Fußballverein aus der uruguayischen Hauptstadt Montevideo. Die Farben des Vereins waren Rot und Weiß.
Zwischen 1908 und 1923 – mit Ausnahme der Jahre 1913 bis 1915 – verbrachte der Dublin insgesamt 13 Spielzeiten in der ersten Liga. Der größte Erfolg war hierbei jeweils der vierte Platz, den Dublin in den Jahren 1908, 1911 und 1918 erreichen konnte. Nachdem Dublin bereits 1922 als 12. und Letzter dem Abstieg nur entging, weil Peñarol und Central während der laufenden Meisterschaft ausgeschlossen wurden, bedeutete ein erneuter letzter Platz im Folgejahr das Ende. Nach dem Abstieg 1923 löste sich der Verein vor Beginn der folgenden Spielzeit auf.
Mit der uruguayischen Nationalmannschaft reisten 1910 José Brachi, später Spieler bei Nacional Montevideo, und Frederico Crocker zum dort anlässlich der 100-Jahr-Feier der argentinischen Unabhängigkeitserklärung abgehaltenen Campeonato Sudamericano, dem ersten Turnier des Kontinents mit mehr als zwei Nationalmannschaften als Teilnehmern und historischen Vorläufer der Copa América. Sadí Couture gehörte zum Aufgebot für die in Montevideo abgehaltene Südamerikameisterschaft von 1917, kam aber nicht zum Einsatz.
Im Januar 1917 bereiste der Dublin FC Brasilien und spielte dabei unter anderem gegen die brasilianische Fußballnationalmannschaft und konnte den Gastgebern in Rio de Janeiro auf dem Platz des Botafogo FC ein 0:0 abtrotzen. Ein Jahr später gelang Dublin auf demselben Platz sogar ein 1:0-Sieg über Brasilien, das hier mit den Stars Neco und Arthur Friedenreich antrat, die sich beim Gewinn der Südamerikameisterschaft 1919 die Torschützenkönigsehre teilten. Als Dublins Torschütze bei diesem Spiel wird Maran überliefert.